# Runaway-Stern
Runaway-Sterne (auch Ausreißer, englisch runaway stars) sind eine spezielle Art von Schnellläufern (high-velocity stars). Es sind Sterne vom Spektraltyp O oder B, die im Vergleich zu benachbarten Sternen außergewöhnlich schnell – mit Radialgeschwindigkeiten zwischen etwa 30 und 200 km/s – ihre Bahn durch die Milchstraße ziehen. Dabei bewegen sie sich meist mit Überschallgeschwindigkeit durch die interstellare Materie. Die Pekuliargeschwindigkeit eines Runaway-Sterns zeigt in vielen Fällen genau von einer Sternassoziation weg, deren Mitglied er früher gewesen sein dürfte und aus der er dann herausgeworfen wurde.
Zur Erklärung dieses Herauswurfs werden zwei Möglichkeiten erwogen:
- Nach der einen Theorie bewirkte eine Supernovaexplosion in einem Mehrfachsternsystem, dass die anderen Komponenten durch Energieübertragung als „Ausreißer“ fortgetrieben wurden.
- Die andere Theorie nimmt an, dass sich zwei Doppelsterne so nahe kamen, dass einige ihrer Komponenten aufgrund gravitativer Wechselwirkung mit hohen Geschwindigkeiten fortgeschossen wurden.

Bekannteste Beispiele sind die Sterne AE Aurigae, My Columbae und 53 Arietis, die sich mit mehr als 100 km/s voneinander fortbewegen. Rechnet man aus ihren Geschwindigkeiten und Bewegungsrichtungen ihre Raumbahnen zurück, zeigt sich, dass diese sich vor etwa 3 Millionen Jahren nahe dem Orionnebel schnitten, woraus auf eine frühere Zugehörigkeit der drei Sterne zur Orion-Assoziation geschlossen wird. Weitere Beispiele von „Ausreißern“ sind Zeta Ophiuchi und 68 Cygni.